# Сараткуль
Саратку́ль (рос. Сараткуль) — присілок у складі Далматовського району Курганської області, Росія. Входить до складу Параткульської сільської ради.
Населення — 120 осіб (2010, 174 у 2002).
Національний склад станом на 2002 рік: росіяни — 96 %.